# Ocotea bajapazensis
Ocotea bajapazensis  es una especie de planta en la familia Lauraceae. Es un árbol o arbusto endémico de Guatemala que fue únicamente registrado en el departamento de Baja Verapaz donde creció bosque alto en una altitud de 100 a 300 m s. n. m.